# 汤姆叔叔的小屋
《汤姆叔叔的小屋：卑贱者的生活》，又译作《黑奴籲天錄》、《汤姆大叔的小屋》，是美国作家哈里特·比彻·斯托（斯托夫人）於1852年发表的一部反奴隶制的小说。这部小说中关于非裔美国人与美国奴隶制度的观点曾产生过意义深远的影响，并在某种程度上激化了导致美国内战的地区局部冲突。
出生于康乃狄克州的斯托夫人，是哈特福德女子学院的一名教师，同时，她也是一位积极的废奴主义者。全书以久经苦难的黑奴汤姆叔叔（Uncle Tom）的故事為中心，在旁及他周圍人——均为奴隶与奴隶主——的经历。这部感伤小说深刻地描绘出奴隶制度残酷的本质；并认为基督徒的爱可以战胜由奴役人类同胞所带来的种种伤害。
《汤姆叔叔的小屋》这部小说是19世纪最畅销的小说（以及第二畅销的书，仅次于最畅销的书《圣经》），并被认为是刺激1850年代废奴主义兴起的一大原因。在它发表的头一年裡，在美国本土便销售出了三十万册。《汤姆叔叔的小屋》对美国社会的影响是如此巨大，以致在南北战争爆发的初期，当林肯接见斯托夫人时，曾说到：“你就是那位引发了一场大战的小妇人。”后来，这句话为众多作家竞相引用。
《汤姆叔叔的小屋》以及受其启发而写作出的各种剧本，还促进了大量黑人刻板印象的产生，不少的这些形象在当今都为人们所熟知。譬如慈爱善良的黑人保姆、黑小孩的原型、以及顺从、坚忍并忠心于白人主人的汤姆叔叔。最近几十年来，《汤姆叔叔的小屋》中的这些消极成分，已在一定程度上弱化了这本书作为“重要的反奴隶制工具”的历史作用。

## 小说的起源
出生于康乃狄克州的斯托夫人，是哈特福德女子学院（Hartford Female Seminary）的一名教师，也是一名积极的废奴主义者。1850年，美国通过了第二部《逃亡奴隶法》，将协助奴隶逃亡定为非法行为予以惩处，並限缩逃亡者与自由黑人所拥有的权利；为了回应这部法律，斯托夫人写成了这部小说。小说的绝大部分都是在缅因州的不伦瑞克镇完成的；斯托夫人的丈夫卡尔文·斯托（Calvin Stowe）在当地的鲍登大学（也是他的母校）任教。

1872年的一幅斯托夫人的雕版图，根据阿隆索·查普尔（Alonzo Chappel）的一幅油画作成。

《汤姆叔叔的小屋》的一部分创作灵感来自乔赛亚·亨森的自传。亨森是一位黑人男性，他曾是奴隶主艾萨克·赖利（Isaac Riley）所拥有的一名奴隶，生活并劳作于马里兰州北贝塞斯达地区的3,700英亩（15平方公里）烟草种植园中。1830年，亨森逃到了英屬北美上加拿大省（即今加拿大安大略省），并擺脫了奴隶身份；此后，他协助了一些逃亡奴隶抵达该地，自己也过上了自给自足的生活，并写出了他的回忆录。斯托夫人自己也曾明确地承认，是亨森的作品启发了她，从而让她写出了《汤姆叔叔的小屋》。当斯托夫人的书闻名于世後，亨森以《汤姆叔叔的回忆录》（The Memoirs of Uncle Tom）为名再度发表了他的自传，并在美国与欧洲得到了广泛的传播。斯托夫人在她的小说中借用了亨森家的名称。亨森的家在1940年代成为了一座博物馆，即今日安大略省德累斯顿附近的汤姆叔叔的小屋历史遗迹。而亨森在奴隶时期所居住的那间小屋，至今还遗存在马里兰州的蒙哥马利县境内。
西奥多·德怀特·韦尔德与格里姆克姐妹合著的《美国奴隶制现状》（American Slavery As It Is: Testimony of a Thousand Witnesses）一书，亦被确认为小说的部分材料来源。斯托夫人也表示说，当她居住在与蓄奴的肯塔基州一河相隔的俄亥俄州辛辛那提市时，她曾采访过大量逃亡至该地的奴隶，而此中获得的材料后来亦成为了其小说的基础。在辛辛那提市，有着一些地下铁路秘密网络的废奴主义支持者，他们积极于帮助那些从南方逃亡的奴隶。
在1853年发表的《汤姆叔叔小屋题解》一书中，斯托夫人提到了写作这部小说的大量灵感与材料来源。斯托夫人发表《题解》这部写实作品的原因，是为了支持她对奴隶制度恶行的主张。不过，后来的研究也指出，在出版《汤姆叔叔的小屋》之前，斯托夫人实际上并未阅读过《题解》中提到的不少作品。

## 发表与出版
《汤姆叔叔的小屋》最初发表在废奴主义者杂志《国家时代》（National Era）中。从1851年6月5日起，总共连载40周。由于小说的故事大受欢迎，出版商约翰·朱伊特（John Jewett）找到了斯托夫人，建议她将连载集结成书出版。虽然斯托夫人起初怀疑是否有人愿意以书本的形式来阅读《汤姆叔叔的小屋》，但她最后还是同意了这一建议。

哈马特·比林斯为《汤姆叔叔的小屋》绘制的全页插图（第一版：波士顿：John P. Jewett and Company，1852年）。在这幅插图里，伊丽莎告诉汤姆叔叔说，她的孩子被老爷卖了，她要带着他逃命。

因为深信这本书将会名闻于世，朱伊特（在当时）作出了一项不同寻常的决定——将哈马特·比林斯雕制的6张全页插图印入第一版中。1852年3月20日，这部小说开始以书本的形式出版，其第一版很快便被抢购一空。不久后，又印刷出版了多个版本（其中包括1853年出版的豪华版，带有比林斯绘制的117张插图）。
在发表的头一年裡，《汤姆叔叔的小屋》在美国本土便销售出了三十万册，并最终成为了19世纪全世界最畅销的小说（以及第二畅销的书，仅次於最畅销的书《圣经》）。几乎每种主要的语言都有其译本面世。在许多早期版本中，都带有詹姆斯·谢尔曼牧师撰写的序言。谢尔曼是伦敦的一位公理会牧师，以其废奴主义观点而闻名。
《汤姆叔叔的小屋》在英格兰的销售也同样十分顺利。1852年5月，当伦敦第一版发行後，便销售出了二十万册。在随后的几年间，有超过150万册的副本在英格兰传播，尽管其中的绝大部分都属于盗版（在美国也有同样的情况发生）。

## 情节概要

### 伊丽莎携子逃亡，汤姆被卖到“河的下游”去
小说开始于肯塔基州农场主亚瑟·谢尔比正面临着将因欠债而失去其田地的困境。尽管他与她的妻子埃米莉·谢尔比对待他们的奴隶十分友善，但谢尔比还是决定将几名奴隶卖给奴隶贩子来筹集他急需的资金。被卖掉的奴隶有两名：其一为汤姆叔叔，一位有着妻子儿女的中年男子；其二为哈里，是埃米莉的女仆伊丽莎的儿子。埃米莉并不喜欢这个主意，因为她曾经对其女仆许诺说，她的儿子绝对不会被卖掉；而埃米莉的儿子乔治·谢尔比也不愿意让汤姆离开，因为他把汤姆视为自己的良师益友。

赛门·勒格里正在殴打汤姆叔叔。

当伊丽莎无意中听到谢尔比夫妇打算将汤姆与哈里卖掉的对话後，伊丽莎决定带着她的儿子逃跑。小说中描写到，伊丽莎作出这一决定并非是因为受到身体上的虐待，而是出于害怕失去她唯一幸存的孩子（她曾因流产而失掉了两个孩子）。伊丽莎在深夜裡动身出发，并给她的女主人留下了一张致歉的纸条。
当这一切发生时，汤姆叔叔被卖掉了，并被装载上了一艘河船，沿着密西西比河顺流而下。在船上时，汤姆认识并照顾了一位年幼的白人女孩伊娃。当伊娃落到河裡後，是汤姆救了她。为了感谢他，伊娃的父亲奥古斯丁·圣克莱尔将汤姆从奴隶贩子的手裡买来，并将汤姆带到了他在新奥尔良的家中。在这段时期裡，汤姆与伊娃变得亲密无间，因为他们都深信着基督教。

### 追捕伊丽莎家庭，汤姆与圣克莱尔一家的生活
在伊丽莎逃亡途中，她偶然遇见了比她先一步逃走的丈夫乔治·哈里斯，他们决定前往加拿大。然而，他们却被一个名叫汤姆·洛克的奴隶猎人盯上了。最后，洛克与他的同伙诱捕了伊丽莎与她的家人，这导致乔治被迫向洛克开枪。伊莉莎担心洛克死掉，说服了乔治，将这名奴隶猎人送到了附近的贵格会定居点以接受治疗。
回到新奥尔良后，圣克莱尔与他的北方堂姐奥菲利亚因对奴隶制的不同见解而发生了争吵。奥菲利亚反对奴隶制度，但却对黑人持有偏见；然而，圣克莱尔则却认为自己没有这些偏见，即使他自己是一位奴隶主。为了向他的堂姐说明她對于黑人的观点是错误的，圣克莱尔买了一名黑人女孩托普西，并请奥菲利亚去教育托普西。
在汤姆与圣克莱尔一同生活了两年后，伊娃得上了重病。在她死之前，她在一场梦境中梦见了天堂，她把这场梦告诉了她身边的人。由于伊娃的死与她的梦境，其他的人决定改变自己的生活：奥菲利亚决定抛弃自己从前对黑人的偏见，托普西则说她将努力完善自己，而圣克莱尔则承诺将给予汤姆以自由。

### 汤姆被卖给了赛门·勒格里

哈马特·比林斯为《汤姆叔叔的小屋》绘制的全页插图（第一版：波士顿：John P. Jewett and Company，1852年）。在这幅插图中，勒格里的另一名奴隶凯茜正在照顾遭受笞刑的汤姆叔叔。

在圣克莱尔履行他的诺言之前，他却因为介入一场争斗而被猎刀刺死。圣克莱尔的妻子拒绝履行其丈夫生前的承诺，在一场拍卖会中将汤姆賣给了一名凶恶的农场主赛门·勒格里。勒格里（他并不是当地出生的南方人，而是从北方来的移民）将汤姆带到了路易斯安那州的乡下。汤姆在這裡认识了勒格里的其他奴隶，其中包括埃米琳（勒格里在同一场拍卖会裡买到了她）。当汤姆拒绝服从勒格里的命令去鞭打他的奴隶同伴时，勒格里开始对他心生厌恶。汤姆遭受到了残忍的鞭笞，勒格里决意要压垮汤姆对上帝的信仰。但汤姆拒绝停止对《圣经》的阅读，并尽全力安慰其他奴隶。在种植园期间，汤姆认识了勒格里的另一名奴隶凯茜。凯茜先前在被拍卖的时候，曾被迫与她的子女分离；由于不堪忍受另一个孩子被出卖的痛苦，她杀死了自己的第三个孩子。
在这个时候，汤姆·洛克回到了故事中。在被贵格会教徒治愈后，洛克发生了改变。乔治、伊丽莎与汤姆在进入加拿大后获得了自由。而在路易斯安那州，当汤姆叔叔对上帝的信仰就快被在种植园中遭受的折磨所击垮时，他经历了两次梦境——一次是耶稣，而另一次则是伊娃——这使得他决意保留自己对基督的信仰直至死亡。他鼓励凯茜逃跑，并让她带上埃米琳。当汤姆拒绝告诉勒格里凯茜与埃米琳逃往何方时，勒格里命令他的监工杀死汤姆。在他垂死时，汤姆宽恕了两位监工野蛮殴打他的行为：受其品格的感召，这两人都皈依了基督。在汤姆临死前，乔治·谢尔比（亚瑟·谢尔比的儿子）出现了，他要买回汤姆的自由，但却发现这已经太迟了。

### 最後的片段
在乘船通往自由的路上，凯茜与埃米琳遇见了乔治·哈里斯的姐姐，并与她一同前往加拿大。曾经有一次，凯茜发现伊丽莎便是她失散已久的女儿。而现在他们终于重逢了，他们前往了法国，并最终抵达了利比里亚——一个容纳前美国黑奴生活的非洲国家。在那裡，他们又见到了凯茜失散已久的儿子。乔治·谢尔比回到了肯塔基州的农场，释放了他全部的奴隶，并告诉他们，要铭记汤姆的牺牲以及他对基督真义的信仰。

## 主要人物

### 汤姆叔叔

哈马特·比林斯为《汤姆叔叔的小屋》1853年豪华版绘制的插图。图中两人分别为汤姆与伊娃。

与标题同名的人物汤姆叔叔（Uncle Tom），在小说发表初期被视为一名高贵坚忍的奴隶。但在最近的一些年间，他的名字已变成了那些被指责投靠白人的非裔美国人的绰号（有关的更多信息请参见刻板印象的产生与普及一节）。然而，斯托夫人的本意，是将汤姆塑造成一位“高贵的英雄”以及值得称颂的人物。在整部作品中，汤姆不仅忍受着剥削带来的痛苦，还始终坚持着自己的信仰，到了最后连他的敌人也不得不敬重他。

### 伊丽莎
伊丽莎（Eliza）是一名奴隶（谢尔比夫人的女仆）。在得知自己5岁的儿子哈里将被卖给奴隶贩子黑利后，她带着哈里逃向了北方。在俄亥俄州时，她与丈夫乔治·哈里斯重逢。他们一家人移居到了加拿大，然后再到了法国，最终定居于利比里亚。
伊丽莎这一角色的灵感，来自於约翰·兰金在辛辛那提的雷恩神学院交给斯托夫人丈夫的一份记录。根据兰金的描述，在1838年2月时，有一名年轻的女奴怀抱着她的孩子越过了冰封的俄亥俄河，逃到了俄亥俄州的里普利镇上，在她逃往北方之前，她曾在他的家中暂住了一段时间。

### 伊娃
伊娃（Eva）的全名为伊凡吉琳·圣克莱尔。当汤姆叔叔被轮船运送到新奥尔良的途中，伊娃进入了故事的叙述中。当这名5、6岁的小女孩落水后，汤姆叔叔将她救了起来。伊娃恳求她的父亲买下了汤姆，在跟随圣克莱尔家来到新奥尔良后，汤姆成为了圣克莱尔庄园的一名马车夫。不过，汤姆在这里的大部分时间都是与天使般的伊娃一起度过的。
伊娃经常会谈论一些爱与宽恕的话题，她甚至说服了固执的奴隶女孩托普西，让她相信她也应该得到爱。伊娃也曾试图去感触她那坏脾气阿姨奥菲利亚的心。

### 赛门·勒格里
賽門·勒格里（Simon Legree）是一名出生於北方的殘暴的奴隸主。他的名字後來成為了貪婪與殘暴的代名詞。他的目標是擊垮湯姆並破壞他的宗教信仰。但湯姆並沒有屈服，最終死在了勒格里的亂棍之下。

### 托普西
托普西（Topsy）是一名不知来自何方的“衣衫褴褛”的奴隶女孩。当被问到是谁造了她时，她既不认为是上帝，也不认为是她的母亲，“我想我是自己长出来的，我不相信有谁造了我”。在后来，她被小伊娃的友爱转变了。托普西通常被视作是黑小孩原型的起源。
短语“growed like Topsy”（后又演变为“grew like Topsy”；在现今已略为过时）后来进入了英语当中。起初，这个短语只被用于比喻一种自生自长、放任自流的生存方式；但在后来的某些时候，它还被用于形容高速的成长或发展。

## 其他人物
在《汤姆叔叔的小屋》中，还有着许许多多的次要角色。以下列出一些较为知名的配角：
- 亚瑟·谢尔比（Arthur Shelby），汤姆在肯塔基州时的主人。谢尔比被塑造成了一位“仁慈”的奴隶主与传统的南方绅士。
- 埃米莉·谢尔比（Emily Shelby），亚瑟·谢尔比的妻子。她是一位深信宗教的妇女，并努力用她的仁慈与道德来影响她的奴隶们。当她的丈夫将把奴隶卖给奴隶贩子时，她为之感到震惊。作为一名女性，她并没有合法的地位去阻止这件事的发生，因为所有的财产都属于她的丈夫。
- 乔治·谢尔比（George Shelby），亚瑟与埃米莉的儿子。他将汤姆视作自己的良师益友，也是一位虔诚的基督徒。
- 奥古斯丁·圣克莱尔（Augustine St. Clare），汤姆的第二位主人，小女孩伊娃的父亲；是小说里面最具同情心的奴隶主。圣克莱尔已然意识到了奴隶制度的罪恶，但却还未能为割舍它所带来的财富作好准备。在他的女儿死後，他变得更加地信奉宗教，并开始阅读《圣经》给汤姆听。但是，他的好意却由于他的意外身亡而终成泡影。

## 主题

“在自由的土地上，逃亡者们安全了。”
哈马特·比林斯为《汤姆叔叔的小屋》第一版绘制的全页插图。在他们获得自由後中，乔治·哈里斯、伊丽莎、哈里与史密斯太太在一起。

《汤姆叔叔的小屋》的全书都被同一个主题所主宰：奴隶制度的罪恶与不道德。当斯托夫人在她的文字裡写入次要的主题时——譬如母亲的道德权威以及由基督教提供拯救的可能性其中认为，这本书想传递的一个主要信息是“奴隶制的危机只能用基督徒的爱来解决。”（The slavery crisis can only be resolved by Christian love.）——她都会强调这些主题与奴隶制的恐怖之间的联系。几乎在小说的每一页裡，斯托夫人都在积极推动着“奴隶制度不道德”这一主题，有些时候她甚至会改变故事叙述的口吻，以向人们“布道”奴隶制的破坏天性（譬如，在载着汤姆前往南方州的轮船上，有一名白人女性这样说道：“奴隶制的最可怕之处就在于对感情和亲情的践踏——比如拆散人家的骨肉。”）通过对黑奴制度拆散他人家庭的刻画，斯托夫人用文字展现出了奴隶制度的罪恶。
因为斯托夫人认为母性是“所有美国人生活中的道德与伦理模范，”并相信，只有女性才拥有将美国从奴隶制的恶魔手中拯救出来的道德权威；这便是《汤姆叔叔的小屋》中表达出的另一个主题：女性的道德力量与圣洁。在书中，这种角色的例子有伊丽莎——一位带着小儿子逃亡的黑奴（并最终与其全家团聚），或者小伊娃——她被视为一名“理想的基督徒”；正是通过这样的角色，斯托夫人表明了这一观点：女性能够拯救她们身边的人，哪怕是最不道义的人。但后来的评论也提到，斯托夫人笔下的女性角色一般都以家庭主妇的老套形象出现，而不是现实中的女性。此外，斯托夫人的小说“重申了女性所发挥的影响的重要性”，並為随後幾十年裡女权主义运动道路的铺平作出了贡献。
斯托夫人的清教徒宗教信仰显露于小说的结尾，并延及所有的主题；她对基督教的本性进行了探索，并认为基督教神学与奴隶制度有着无法调和的矛盾。当伊娃死後，汤姆恳求挚爱她的圣克莱尔“回望耶稣”时；当汤姆死後，乔治·谢尔比用“做一个基督徒多好啊”来称颂他时；这一主题都得到了最明确不过的彰显。因为在《汤姆叔叔的小屋》中，基督教的主题占有很大的分量，并由于斯托夫人在小说中直接且频繁地发出宗教信仰上的感慨，这本小说还常被认为带有“布道书的形式”。

## 风格

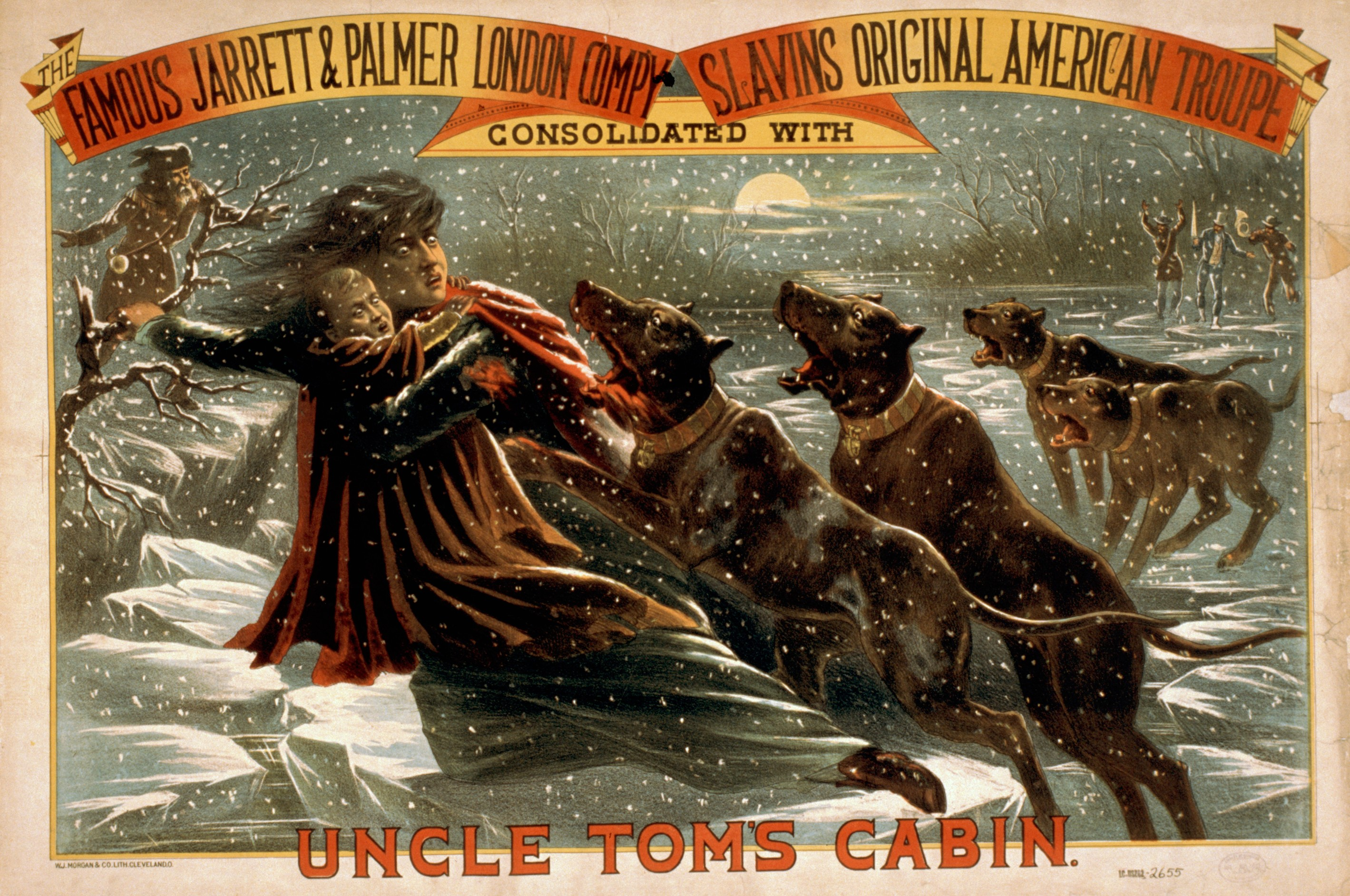
一幅1881年的剧院海报，其中展示了伊丽莎逃过冰河的场景。

《汤姆叔叔的小屋》具有19世纪感伤小说与家庭小说（亦称做女性小说）中常见的感性与戏剧性的风格。在斯托夫人的时代，这一类型的小说是最为流行的小说：它们趋向于去描述女性主角，其写作风格常能唤起读者的同情与感动。尽管如此，《汤姆叔叔的小屋》与其他的感伤小说所不同的是，前者将其中心焦点集中于奴隶制这种大型话题，并以一名男性作为故事的主角；不过，斯托夫人亦试图去引出读者的某种强烈情感（譬如让读者为小伊娃的死而哭泣）。这一写作类型的力量可通过同时代读者的反应显现出来。斯托夫人的一位朋友乔治亚娜·梅（Georgiana May）曾经写信给她谈到：“我昨晚子夜醒来，耗尽终夜读完了这本书。此後，我再也不能望着小孩子垂死而無動於衷。”据描述，另一名读者完全地着迷于这本小说，他甚至考虑把自己的女儿改名为伊娃。显而易见的是，小伊娃的死对当时的许多读者造成了影响：单在1852年，波士顿便有300名女婴被取名为伊娃。
尽管在读者中得到了肯定，但在其发表後的几十年裡，文艺评论家们都否定了《汤姆叔叔的小屋》以及其他感伤小说中展现出的这种风格，因为这类小说是由女性写成，并过于突出地描写了“女性多愁善感的情感”。一位文艺评论家认为，如果这部小说与奴隶制没有关联，“它不过就是一部普通的感伤小说”。另外一名评论家则将这本书描述为“基本上就是一堆苦力劳作出的毫无意义的碎片”。乔治·惠彻（George Whicher）在他的《美国文学史》（Literary History of the United States）中对这本书嗤之以鼻，将之斥为“周日学校小说”，并充满着“露骨描述的情节、幽默与悲伤”。
然而，在1985年时，简·汤普金斯（Jane Tompkins）在她划时代的《杰出的设计：美国小说的文化成果》（In Sensational Designs: The Cultural Work of American Fiction）一书中改变了这一观点。汤普金斯盛赞了其他评论家拒绝承认的感伤风格，并提出，感伤小说展现了女性的情感拥有改善世界的力量。她还认为，包括《汤姆叔叔的小屋》在内的，流行于19世纪的家庭小说，有着“理智的复杂性、雄心与机智”；而《汤姆叔叔的小屋》“对美国社会的批判要比霍桑与梅尔维尔这些更知名小说家的批评更具毁灭性。”
尽管后来有关《汤姆叔叔的小屋》风格的观点已有所改变，但由于这部小说的写法与绝大多数现代小说大相径庭，今日的读者往往会觉得这部作品的内容晦涩、做作、“甚至老掉牙了”。

## 对小说的反应
《汤姆叔叔的小屋》所发挥的作用“在历史上只有少数其他的小说能够企及”。随着小说的出版，《汤姆叔叔的小屋》中的废奴主义观点曾引发了一场奴隶制度拥护者们（他们创作了大量的作品来反驳这部小说）的抗议狂潮。此外，作为一部畅销书，《汤姆叔叔的小屋》还对后来的抗议文学产生了深远的影响（例如厄普顿·辛克莱的《屠场》）。

### 同时代与世界性的反应
《汤姆叔叔的小屋》出版伊始，美国南方的人们便被这部小说激怒了。而奴隶制度的支持者们也对它进行了严厉的批判。
著名的南方小说家威廉·吉尔摩·西姆斯声称，《汤姆叔叔的小屋》是一部完全错误的作品，甚至有人称这部小说在犯罪和造谣。在这场大范围的反应中，亚拉巴马州莫比尔市的一名书商因销售这本书而被迫离开了城市，而斯托夫人本人也收到了不少威胁她的信件（甚至有一包装着一名奴隶的耳朵的邮件）。不久之後，许多像西姆斯这样的南方作家便纷纷发表了他们反对斯托夫人小说的作品（参见后文反汤姆一节）。
一部分评论家强调，斯托夫人缺少在南方生活的阅历，从而（在他们看来）导致她对这一地区进行了不准确的描述。他们举例说，斯托夫人从未涉足过南方的种植园。然而，斯托夫人也解释道，她书中的角色，是基于她在俄亥俄州辛辛那提居住时，从逃亡奴隶那裡听来的故事。据称：“她親身观察到的几次事件激励了她去写作［这本］著名的反奴隶制小说。她曾俄亥俄河上目睹这些场景，包括亲眼看到一对夫妇被奴隶主活生生地拆散。此外，报纸与杂志上的记录与报道，也为當時還在構築中的情节提供了素材。”。
为了回应这些批评，斯托夫人于1853年发表了《汤姆叔叔的小屋题解》一书，以图证明小说对奴隶制度描述的真实性。在这本书中，斯托详述了《汤姆叔叔的小屋》中的每一位主角，提到了他们在“现实生活中的原型”，并同时对南方的奴隶制度进行了“比小说中更为凌厉的攻击”。与小说一样，《汤姆叔叔的小屋题解》也成为了一本畅销书。需要提到的一点是，虽然斯托夫人声称《汤姆叔叔的小屋题解》中记录了她先前所使用的参考来源，而在实际上，有不少作品都是在她发表小说之后才读到的。
尽管斯托夫人的研究中带有猜测与缺陷，尽管奴隶制的拥护者进行了尖刻的攻击，但这本小说依然吸引了许多美国人的想象力，是一部具有重要政治影响的小说，它的发表成为美国南北战争的导火索之一，并对以林肯为代表的正义一方获得胜利产生了巨大作用。根据斯托夫人的儿子描述，当美国总统亚伯拉罕·林肯于1862年与斯托见面时，林肯曾评论道：“你就是那位引发了一场大战的小妇人。”历史学家们并不能确认林肯是否真的说过这句话；而在与林肯见面的几个小时后斯托夫人写给她丈夫的信中，也未曾提及该评论。自此以后，许多作家都称赞了这本小说，称其集中表达了北方对不公正的奴隶制度与《逃亡奴隶法》的愤怒，赞其为废奴主义运动注入了前进的动力。联邦一方的一名将军及政治家詹姆斯·贝尔德·韦弗曾说过，正是这本书让他开始积极地投身到废奴主义运动当中的。
《汤姆叔叔的小屋》在英格兰也引起了公众的巨大兴趣。伦敦第一版出版于1852年5月，共计卖出了二十万册副本。英国人对美国的反感也是其大受欢迎的部分原因。有一位著名的作者曾写道：“‘汤姆叔叔’在英国的大肆流行并不是出于［对奴隶制度的］憎恶与报复，而是出于国家层面上的嫉妒与虚荣。我们被美国的狂妄所刺痛已经很久了——我们疲于听到她那所谓全世界最自由与最文明国家的自夸。我们的神职人员讨厌她的自发政府體制——我们的保守分子讨厌她的民主主义——我们的辉格党讨厌她的暴发户——我们的激进分子讨厌她的好辯、讨厌她的傲慢、还讨厌她的野心。所有的党派都为斯托夫人的背叛而欢呼雀跃。”。美国内战时期的驻英公使老查理斯·弗朗西斯·亚当斯后来曾谈到：“1852年出版的《汤姆叔叔的小屋：卑贱者的生活》，在當時偶然的環境幫助下，对全世界造成了直接、可观与印象深刻的影响，而這些影響比此前任何一本书所造成的影响更为巨大。”。
世界上幾乎每種語言，都有此作品的翻譯，包括中文（林纾的文言文译本，是第一部有汉译的美国小说）与阿姆哈拉语（译成于1930年，以支持埃塞俄比亚结束该国黑人苦难的努力）。这本书传阅的範圍相當广泛，以致著名的精神病学家西格蒙德·弗洛伊德曾报告说，他认为有许多患者表现出的性虐恋倾向，是受《汤姆叔叔的小屋》中鞭打奴隶情节的影响。

#### 華人社會
在華人社會，斯托夫人這部小說引發了獨特的跨文化迴響。1904年，鲁迅在日本留学時讀完友人寄来的《黑奴吁天录》后，他给蒋抑卮的信中称：“曼思故国，来日方长，载悲黑奴，前车如是，弥益感喟。”
1907年，中國留日學生團體「春柳社」改編演出的舞台劇《黑奴籲天錄》。這部作品不僅是中國現代話劇的開山之作，更透過巧妙的文本轉化，將原著中黑奴的悲慘遭遇與當時北美華工所受迫害相連結，形成強烈的政治隱喻。劇作家曾孝谷在改編時刻意刪除原著中的基督教救贖元素，轉而強調奴隸們的自主反抗，最終以奴隸們殺死追兵、成功逃亡的激進結局收場。這種改編被學者稱為「反抗性轉譯」(resistant translation)，反映出當時中國知識分子對西方殖民主義的批判意識。日本媒體對此劇給予高度評價，《朝日新聞》特別稱讚其「舞台佈景之寫實程度，遠超當時日本業餘劇團水準」，而著名劇評家伊原青青園更指出「中國學生對奴隸悲情的演繹，令觀眾為之動容」。參與演出的歐陽予倩後來回憶道：「每當演至奴隸們相擁而泣的場景，台下總能聽見此起彼落的啜泣聲，而當奴隸主出場時，觀眾則憤怒得咬牙切齒」。這種強烈的情感共鳴，使該劇成為20世紀初跨文化戲劇交流的典範案例。

### 文学意义与评论
作为在美国的第一部被广泛传阅的政治小说，《汤姆叔叔的小屋》不仅对美国文学的发展产生了巨大的影响，还广泛地影响了抗议文学的发展。后来厄普顿·辛克莱的《屠场》与雷切尔·卡森的《寂静的春天》都是受《汤姆叔叔的小屋》影响至深的作品。
尽管有此毋庸置疑的意义，但对《汤姆叔叔的小屋》的流行看法是“一部混合了儿童寓言与传道的书”。许多文艺评论家也批评这部小说“只是一部感伤小说”；在乔治·惠彻的《美国文学史》中，他写道：“斯托夫人或她的手作都不是这部小说大受欢迎的原因；其作者的才略与一名周日学校小说的编者相比并无二样。她最多不过就是有着大量现成的情节、幽默与悲情，然后把这些流行的元素凑成一本书罢了。”
不过，也有一些评论家称赞了这本小说。埃德蒙·威尔逊（Edmund Wilson）认为：“把自己完全地置身于汤姆叔叔的小屋中……会证明那些令人震惊的经历。”简·汤普金斯则认为，这本小说是美国文学中的经典之一，並懷疑当时如此之多的針對该小说的批評完全是因為它太受歡迎了。
除了像谴责奴隶制那样明显的主题以外，斯托夫人在小说中所试图表达出的其他观点一直是学者们多年来研究的一个主题，并为之提出了多种假设理论。举例而言，作为一名虔诚的基督徒与积极的废奴主义者，斯托夫人将她的许多宗教观点融入了小说当中。某些学者认为，斯托夫人通过她的小说，为困扰着许多奴隶制度反对者的道德与政治难题提供了一个解决途径。所谓的道德与政治难题是：即使阻止奴隶制的行为有着反对罪恶的正当性，然而，为了反对奴隶制度的暴力而以暴制暴，并违犯奴隶制恶法的行为是否有违道德公义？斯托夫人笔下的哪位角色又值得效法，是顺从的汤姆叔叔还是挑衅的乔治·哈里斯？斯托夫人的解决方案类似于拉尔夫·沃尔多·爱默生：如果每个人都能诚挚地去审视上帝的教义并遵守之，那么他们都将成为上帝的信徒。
学者们还认为，这本小说表达了自由土壤运动的价值观。在此观点下，乔治·哈里斯这样的角色成为了自由劳动者信条的形化，而奥菲利亚这样的复杂角色则代表着那些默许与奴隶制度妥协的北方人。与奥菲利亚形成鲜明对比的是黛娜——一位受情感驱使的厨师。在小说的情节裡，奥菲利亚最终被转变了，就像美国共和党（在三年后）宣布北方必须改变自己，并捍卫其反奴隶制度的原则一样。
有观点认为，女权主义理论也是小说的一部分，因为小说批评的是父权制下的奴隶制度。斯托夫人认为，在由奴隶主与奴隶所组成的家庭基础中，血缘的关系要浓于父权家长式的关系。此外，斯托夫人将国家的团结视为家庭的延伸，因而国家意识源于对一个共有种族的维系。因此，她呼吁建立属于自由奴隶且不融入美国社会的非洲人殖民地。
还有观点认为，这本书试图通过重新定义男性特征来作为废除奴隶制度的关键一步。在此观点下，废奴主义者不得不开始去抵抗那些积极进取与占优势地位的男性形象，这一形象是在19世纪早期的征服与殖民中发展起来的。为了改变这种男子汉的概念，以使男性不因反对奴隶制而危及自身形象或自身在社会上的地位，一些废奴主义者吸收了妇女参政、基督教以及消极主义的原则，认为男性应该去合作、去同情、去展现公民精神。而废奴主义运动中的其他人则认为，传统、积极的男性特征不应被改变。斯托夫人笔下的所有男性都是以上两种男性的代表。

## 刻板印象的产生与普及

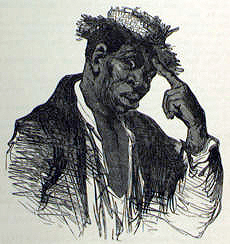
1888年“新版”《汤姆叔叔的小屋》中山姆的插图。山姆这一角色协助创造了慵懒、无忧无虑的“快乐的黑鬼”刻板印象。

在最近的几十年里，学者和读者们批评说，这本书使用了一种居高临下的种族主义语气来描述其中的黑人角色；这特别体现在角色的出现、说话和习性上，譬如汤姆叔叔对其被动命运的接受。由于《汤姆叔叔的小屋》是19世纪全世界最畅销的小说，所以小说中使用和创造的那些非裔美国人的刻板印象，在现实中产生了巨大的影响力。因此，在将此等经典印象根深蒂固地植入美国精神的过程中，这本书（及其附带的插图和相关的戏剧作品）发挥了不可替代的重要作用。
在《汤姆叔叔的小屋》中出现的黑人刻板印象：
- “快乐的黑鬼”（“happy darky”，如慵懒、无忧无虑的山姆）；
- 被当成性工具的浅肤黑白混血儿（“mulatto”，这样的角色有：伊丽莎、凯茜与埃米琳）；
- 慈爱的黑人保姆（英语：mammy archetype）（“mammy”，譬如圣克莱尔种植园中的厨师玛咪）；
- 黑人小孩的刻板印象（英语：Pickaninny）（“Pickaninny”，如托普西）；
- 汤姆叔叔，或热切于取悦白人的非裔美国人（如汤姆叔叔）。需要注意的是，斯托夫人的本意是将汤姆塑造成一位“高贵的英雄”[87]。而“恭从于白人的谄媚傻瓜”[88]这一刻板印象显然是由后来相关的舞台作品（英语：Tom Shows）造成的，而这已不在斯托夫人的掌控之中[24]。

最近几十年来，《汤姆叔叔的小屋》中的这些消极成分，已在一定程度上弱化了这本书作为“重要的反奴隶制工具”的历史作用。对小说解读的变化源于詹姆斯·鲍德温的一篇名为每个人的抗议小说（Everybody’s Protest Novel）的文章。在文中，鲍德温将《汤姆叔叔的小屋》称为一部“非常糟糕的小说”，称其描写种族的手法非常迟钝，在审美上看来也十分粗劣。
在1960年代与70年代，黑人权力与黑人艺术运动者对这本小说进行了批评。认为汤姆叔叔这样的角色是“种族的背叛者”，（在部分观点裡）甚至认为汤姆要比最恶毒的奴隶主还要坏。在这段时期裡，对书中出现的其他刻板印象的批评也日渐增长。
在最近几年来，小亨利·路易斯·盖茨等学者重新对《汤姆叔叔的小屋》进行了解读，并认为这本书是“美国种族关系的核心文献，以及对这些关系特征进行的一次意义重大的道德与政治探索。”

## 反汤姆文学
为了反击《汤姆叔叔的小屋》，美国南方的作家们发表数量众多的作品以反驳斯托夫人的小说。所谓的反汤姆文学，一般都站在维护奴隶制度的立场上，认为斯托夫人笔下描述的奴隶制度是夸张不实的。这一类的作品大都展现了家长式的白人奴隶主与其纯洁的妻子，他们都十分乐善好施，在其家庭式的种植园裡照顾着那些孩子般的奴隶们。在这些小说中，非裔美国人都被含蓄或直接地描述为孩子般的人，离开白人的监护就无法独立生活。
最著名的几本反汤姆作品有威廉·吉尔摩·西姆斯的《剑与梭》、玛丽·亨德森·伊斯门的《菲莉丝阿姨的小屋》以及卡罗琳·李·亨茨的《种植园主的北方新娘》，其中最后一位作者在辛辛那提时曾与斯托夫人有过一段亲密的朋友关系。西姆斯的书出版于斯托夫人小说发表的几个月后，其中的许多章节与议论都围绕着辩驳斯托夫人的书及其观点而展开。亨茨的小说出版于1854年，在当时曾广受传阅，但现在基本上已被遗忘了；这本小说通过描述一位嫁给南方奴隶主的北方妇女——一名废奴主义者的女儿——的所见所闻，为奴隶制度进行了辩护。
在《汤姆叔叔的小屋》出版到南北战争爆发前的近十年间，总共有20到30部反汤姆作品面世。其中有两本书的书名为《这才是汤姆叔叔的小屋》（Uncle Tom's Cabin As It Is，其一为W·L·史密斯所作，另一为C·H·威利作），此外，还有一本是约翰·彭德尔顿·肯尼迪的作品。有超过一半的反汤姆作品都由白人女性写成，西姆斯曾为此讽刺说：“让一位南方女性去反驳北方女性（指斯托夫人）看起来是善恶应得的报应。”

## 戏剧改编

### 舞台演出

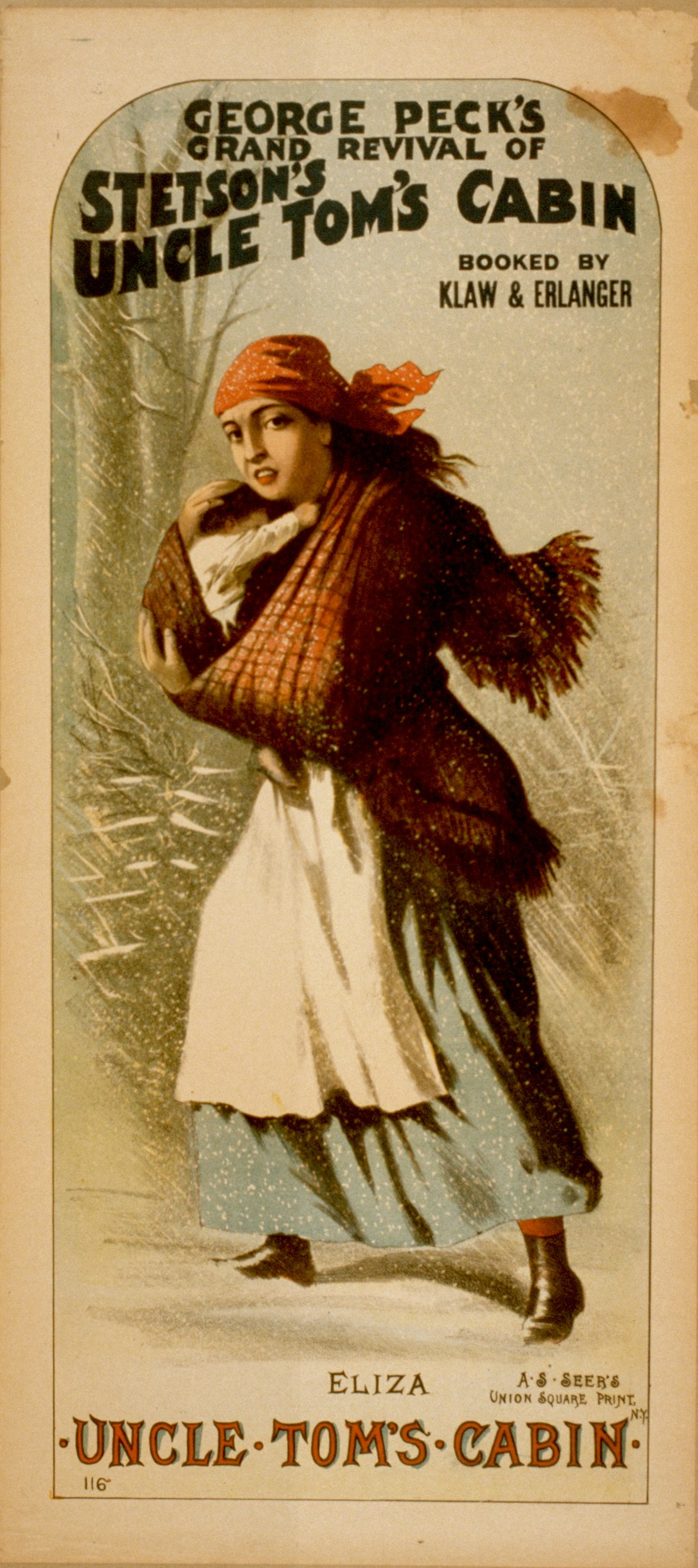
1886年《斯特森的〈汤姆叔叔的小屋〉》海报。

尽管《汤姆叔叔的小屋》是19世纪最畅销的小说，但更多的美国人是通过舞台剧和音乐剧来了解到整个故事的，而不是通过原书。埃里克·洛特（Eric Lott）在他的托米图德斯叔叔：种族话剧与作品模式（Uncle Tomitudes: Racial Melodrama and Modes of Production）中估计，至少有三百万人曾观看过这类演出，其数目是小说发表头一年里发售量的十倍之多。
由于当时并不严格的著作权法律，基于《汤姆叔叔的小屋》的舞台作品在小说还在连载时便已经出现了。斯托夫人拒绝亲自将小说改编为戏剧，因为她对戏剧有着清教徒式的不信任（尽管她在后来去看过乔治·艾肯改编的版本，而据弗朗西斯·安德伍德（Francis Underwood）描述，她对卡罗琳·霍华德（Caroline Howard）饰演的托普西感到十分“欣喜”）。斯托夫人的这一拒绝，让舞台作品的领域得以被众多改编作品占据，部分改编作品的目的是为了实现（各种各样的）政治原因，但其余的只不过是为了进行商业投机。
情节剧与黑脸杂秀是这些舞台作品的共有元素。这些作品的政见有着巨大的差异——有一部分如实地反映了斯托夫人伤感的反奴隶制度的政见，另一部分则比较中性，甚至还有一些维护奴隶制度政见的作品。许多作品都蓄意地对黑人进行了种族讽刺；还有不少作品采用了斯蒂芬·福斯特创作的歌曲（其中有“我的肯塔基故乡”、“故乡的亲人”与“Massa's in the Cold Ground”）。最著名的一出舞台作品是由乔治·艾肯与H·J·康韦（H.J. Conway）合编的。
在19世纪，《汤姆叔叔的小屋》的许多舞台改编作品“在好几年裡......支配了北方的流行文化”，到了20世纪早期，有一部分剧作依然还在演出中。

### 華人社會
《湯姆叔叔的小屋》的跨文化舞台改編往往呈現出鮮明的在地化特徵。在中國戲劇史上，1907年的《黑奴籲天錄》開創性地融合了日本新派劇的表演形式與西方寫實主義舞台技術，建立起獨特的「話劇」傳統。該劇由東京美術學校學生曾孝谷改編，李叔同擔任舞台設計，他們大膽地將原著敘事重心從湯姆叔叔轉移到年輕奴隸喬治夫婦身上，並新增了一場國際賓客雲集的工廠宴會戲，藉此影射清末中國面臨的列強壓迫。這種改編策略如此成功，以致於在1958年中國話劇五十周年時，歐陽予倩再次改編推出《黑奴恨》，進一步強化階級鬥爭主題；到2007年百年紀念時，上海話劇藝術中心又推出全新版本《籲天》，透過雙線敘事將原著故事與中國話劇發展史並置呈現。值得注意的是，這些改編作品都刻意淡化原著中的宗教色彩，轉而突出種族壓迫與民族自強的關聯性，形成一條有別於歐美傳統的「中國化《湯姆叔叔》演出譜系」。

### 电影改编
《汤姆叔叔的小屋》有着许多的电影版本。大部分的这些影片都摄制于默片时代（在当时，《汤姆叔叔的小屋》是被拍成电影次数最多的故事）。由于小说与舞台作品持续地受到欢迎，许多观众都已经十分熟悉剧情中的角色，因此他们在观看不带对话的默片时并不会感到十分困难。
《汤姆叔叔的小屋》的第一个电影版本是最早的“全长”电影之一（在当时，“全长”意味着电影的长度大约在10到14分钟之间）。这部1903年的电影由埃德温·斯坦顿·波特导演，由白人演员扮装黑人主角，而黑人演员则只充当临时演员。这一版本与先前的许多舞台作品都十分类似；此外，这部电影还描绘出了许多黑人的刻板印象（譬如在几乎每个场合都由黑奴在跳舞，包括一场黑奴拍卖会上）。

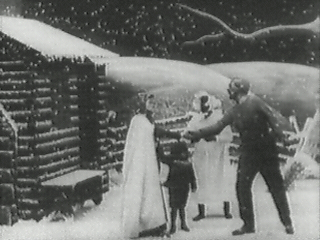
埃德温·S·波特1903年版《汤姆叔叔的小屋》的一幅剧照。在这幅剧照中，伊丽莎告诉汤姆叔叔说，她的孩子被老爷卖了，她要带着他逃命。

1910年，美国维塔格拉夫制片厂制作了由J·斯图尔特·布莱克顿导演并由尤金·马林（Eugene Mullin）改编的三卷长电影。据《戏剧之镜》（The Dramatic Mirror）上的描述，这部电影是电影史上的“一次明显的革新”，也是“第一次一家美国公司”发布三盘胶卷的戏剧电影。在当时，一部一盘胶卷的“全长”影片长约15分钟。这部电影由弗洛伦斯·图尔纳、玛丽·富勒、埃德温·R·菲利普斯（Edwin R. Phillips）、弗洛拉·芬奇、热纳维耶芙·托宾与小卡莱尔·布莱克韦尔主演。
在其后20年裡，至少有4部以上的电影改作问世。最后的一部默片版本发行于1927年，由哈里·A·波拉德（他曾在1913年版的《汤姆叔叔的小屋》中饰演汤姆叔叔）导演。这部2小时长的电影花费了一年多的时间进行制作，也是默片时代预算花费第三多的电影（计180万美元）。在这部电影中，黑人演员查尔斯·悉尼·吉尔平本是原定的汤姆叔叔饰演者，但却由于他的“表演过于叛逆”而被制片厂取消了表演资格，并为詹姆斯·B·洛所取代。这部电影与小说的一个不同的情节是，当汤姆叔叔死后，他变成了一个复仇的幽灵，并最终导致了赛门·勒格里的死亡。当时的黑人电台曾盛赞这部电影，但惧怕引起南方与白人电影观众激烈反应的制片厂，最终剪掉了争议性的情景，包括影片开始时的黑奴拍卖会（其中，一位母亲被迫与自己的幼子生生分离）。这部电影的剧本由波拉德、哈维·F·休（Harvey F. Thew）与A·P·扬格改编，字幕由沃尔特·安东尼撰写；主要演员有：詹姆斯·B·洛、弗吉尼亚·格雷、乔治·西格曼、玛加丽塔·菲舍尔、莫娜·雷与苏泰文女士。
在默片时代结束后的几十年间，这部小说中的主题因被认为太过敏感而未被继续拍成电影。1946年，米高梅曾决定将这部小说再次搬上银幕，但却由于全国有色人种协进会领导的抗议而无疾而终。
1965年，出现了一部由格察·冯·劳德瓦尼（Géza von Radványi）导演的德语版本，后来被剥削电影导演克罗格·巴布引入了美国。迄今为止，最后的一个电影版本是1987年在电视上播映的版本。该版本由斯坦·莱森导演，约翰·盖伊（John Gay）改编，出演主要演员的角色有埃弗里·布鲁克斯、菲丽西亚·拉沙德、爱德华·伍德沃德、珍妮·刘易斯（Jenny Lewis）、塞缪尔·L·杰克逊与金尼（Endyia Kinney）。
除了真人电影对《汤姆叔叔的小屋》的改编外，还有许许多多的动画卡通的改编版本。这样的动画有：华特迪士尼的《米奇的情节剧》（1933年），其中迪士尼的经典角色被涂上了夸张的黑脸与橙红的嘴唇；兔八哥卡通《南方油炸兔》（1953年），其中兔八哥把自己装扮成了汤姆叔叔，并唱着“我的肯塔基故乡”企图越过梅森-狄克逊线；《汤姆叔叔的平房》（1937），一部由特克斯·埃弗里监制的华纳兄弟卡通；《冰上的伊丽莎》（Eliza on Ice，1944年），由保罗·特里制作的《太空飞鼠》卡通最早的几集之一；以及《汤姆叔叔的小屋》（Uncle Tom's Cabaña，1947年），由特克斯·埃弗里导演的一部8分钟长的卡通。
《汤姆叔叔的小屋》还曾对大量的电影产生过影响，包括1915年的电影《一个国家的诞生》。这部颇具争议性的电影故意地将一个类似于汤姆叔叔家的小屋引入到了剧情的高潮：在小屋中，南方白人与他们从前的敌人（北方军）联合了起来，去一同捍卫“雅利安人的天赋权利”。学者认为，对类似小屋的重用，会让当时的观众理解其涵义并同电影产生共鸣。
其他受《汤姆叔叔的小屋》影响的电影，还包括有：《涟漪》（Dimples，1936年秀兰·邓波儿主演的电影）、“汤姆叔叔的叔叔”（“Uncle Tom's Uncle”，系列电影《我们这一伙》在1926年的一集）、罗杰斯和哈默施泰因的音乐剧《国王与我》（其中有一场以传统暹罗风格表演的芭蕾舞“托马斯叔叔的小房子”，“Small House of Uncle Thomas”）以及《纽约黑帮》（其中，莱昂纳多·迪卡普里奥与丹尼尔·戴-刘易斯饰演的角色加入了一场改编自《汤姆叔叔的小屋》的假想战争）。

## 脚注
1. ↑  Beecher Stowe, Harriet.  I. Boston: John P. Jewitt. 1852  [14 June 2012]. （原始内容存档于2020-02-22）.
2. ↑  Beecher Stowe, Harriet.  II. Boston: John P. Jewitt. 1852  [29 October 2013]. （原始内容存档于2014-05-21）.
3. ↑  陶洁. . 美国研究. 1991, (3): 128–142  [2024-03-26]. ISSN 1002-8986. CNKI mgyj199103008. （原始内容存档于2023-03-27）.
4. ↑  Kaufman, Will.  [美国文化中的内战]. 爱丁堡大学出版社. 2006年: 18页.
5. ↑  Stowe, Harriet Beecher.  [汤姆叔叔的小屋]. 斯托，H.B. Spark Publishers. 2002年: 19页.其中提到这是一部关于“奴隶制度的破坏力与基督徒之爱战胜它的能力”（destructive power of slavery and the ability of Christian love to overcome it…）的小说．
6. 1 2 3  Rozakis, Laurie E.  [美国文学完全傻瓜指南]. Alpha Books. 1999年: 125页.其中认为，这部小说想要传达的主要信息之一是“惟有用基督徒的爱才能化解奴隶制的危机”（The slavery crisis can only be resolved by Christian love）．
7. ↑  de Rosa, Deborah C.  [1830－1865年：国内的废奴主义与儿童文学]. SUNY Press. 2003年: 121页.其中引用简·汤普金斯（Jane Tompkins）的话提到，斯托夫人写作这部小说的目的是要通过“基督徒的爱的拯救力量”（saving power of Christian love.）去摧毁奴隶制度本身．引用的话出自：Tompkins, Jane. .  [杰出的设计：美国小说的文化成果，1790－1860年]. 纽约: 牛津大学出版社. 1985年: 122－146页. （原始内容存档于2007-12-16）.在这篇评论中，Tompkins还认为“斯托将她的作品设想为一种工具，一种能让世界不再受武力所控制，而由基督徒的爱来决定其秩序的工具”（Stowe conceived her book as an instrument for bringing about the day when the world would be ruled not by force, but by Christian love.）
8. 1 2  Smith, Gail K. .  [与十九世纪美国女性著述同行的剑桥]. Dale M. Bauer & Philip Gould. 剑桥大学出版社. 2001年: 221页.
9. 1 2 3   [汤姆叔叔小屋研究入门]. BookRags.com.   [2006-05-16]. （原始内容存档于2013-05-29）.
10. ↑  Goldner, Ellen J. . Journal of American & Comparative Cultures: 71－84页. ISSN 1537-4726.
11. ↑  原文：“So this is the little lady who made this big war.”
12. 1 2  Stowe, Charles Edward.  [哈里特·比彻·斯托的生活故事]. 1911: 203页.
13. 1 2  Hulser, Kathleen. . New-York Journal of American History: 75－79页. ISSN 1551-5486.
14. 1 2 3  Gates, Henry Louis; Kwame Anthony Appiah. . Running Press. 2005年: 544页. vital antislavery tool.
15. ↑   [哈里特·比彻·斯托的生活与年表]. Harriet Beecher Stowe House and Library.   [2008-05-01]. （原始内容存档于2008-05-09）.
16. 1 2  Logue, Susan. . VOA News. 2006-01-12  [2006-05-16]. （原始内容存档于2006-06-03）.
17. ↑  Stowe, Harriet Beecher.  [汤姆叔叔小屋题解]. 斯托，H.B. 1853年: 42页  [2008-05-18]. （原始内容存档于2010-01-17）.在这本书，斯托写道：“後一个与汤姆叔叔相似的例子，是尊敬的乔赛亚·亨森所发表的回忆录……”（A last instance parallel with that of Uncle Tom is to be found in the published memoirs of the venerable Josiah Henson…这一信息也出现在另一本书中：Rosenthal, Debra J. . Routledge. 2003年: 25－26页.
18. ↑  .  [哥伦比亚百科全书] 第六版. 2001－2005年  [2007-05-15]. （原始内容存档于2009-02-25）.
19. 1 2 3 4  Stowe, Harriet Beecher.  [汤姆叔叔小屋题解]. 斯托，H.B. Uncle Tom's Cabin and American Culture. 1853年  [2007-04-20]. （原始内容存档于2010-01-17）.
20. ↑   [第一版插图]. Uncle Tom's Cabin and American Culture.   [2008-05-01]. （原始内容存档于2009-05-08）.
21. ↑   [“豪华版”的插图]. Uncle Tom's Cabin and American Culture.   [2007-04-18]. （原始内容存档于2009-05-08）.
22. 1 2 3 4 5 6  . Africans in America. PBS.   [2007-02-16]. （原始内容存档于2014-12-02）.
23. ↑  .  [大英百科全书]. 2007年  [2007-04-18]. （原始内容存档于2007-12-17）.
24. 1 2  Rosenthal, Debra J. . Routledge. 2003年: 31页.
25. ↑  Hagedorn, Ann. . Simon & Schuster. 2002年: 135－139页.
26. ↑  原文：“I s'pect I growed. Don't think nobody never made me.”
27. ↑  . 2003-05-20  [2008-05-02]. （原始内容存档于2008-05-08）.亦参见. 搜狐英语. 2005-07-26  [2008-05-02]. （原始内容存档于2008-08-07）.。
28. ↑  Allen, John. . Routledge. 2004年: 24页.其中涉及《汤姆叔叔的小屋》的陈述裡谈到：“斯托对奴隶制的‘罪恶’与反抗它时美国人的职责抱有坚定的信念。”（Stowe held specific beliefs about the 'evils' of slavery and the role of Americans in resisting it.）然后，这本书又引用了安·道格拉斯（Ann Douglas）关于斯托是如何将奴隶制度视为一种罪恶的描述。
29. ↑  McPherson, James Munro. . 牛津大学出版社. 1997年: 30页.
30. ↑  Stowe, Harriet Beecher.  [汤姆叔叔的小屋]. 斯托，H.B. Modern Library Edition. Vintage Books. 1991年: 150页. The most dreadful part of slavery, to my mind, is its outrages of feelings and affections—the separating of families, for example.译文取自：斯托夫人. . 李彭恩 译. 北京燕山出版社. ISBN 7-5402-1369-8.
31. ↑  McPherson, James Munro. . 牛津大学出版社. 1997年: 29页.
32. ↑  Ammons, Elizabeth. . Eric J. Sundquist  (编). . 剑桥大学出版社. 1986年: 159页. ethical and structural model for all of American life,．
33. ↑  Jordan-Lake, Joy. . Vanderbilt University Press. 2005年: 61页.
34. ↑  Vrettos, Athena. . 斯坦福大学出版社. 1995年: 101页. ideal Christian．
35. ↑  Lowance, Mason I. (jr.); Ellen E. Westbrook，C. De Prospo，R. . Univ of Massachusetts Press. 1994年: 132页.
36. ↑  原文：“reaffirmed the importance of women's influence”．
37. ↑  Eisenmann, Linda. . Greenwood Press. 1998年: 3页.
38. ↑  Larsen, David L. . Kregel Publications. 2000年: 386－387页.
39. ↑  原文：“look away to Jesus”
40. ↑  原文：“What a thing it is to be a Christian.”
41. ↑  Larsen, David L. . Kregel Publications. 2000年: 387页.
42. ↑  Bercovitch, Sacvan; Patell, Cyrus R. K. . 剑桥大学出版社. 1994年: 119页. form of a sermon.
43. ↑  Noble, Marianne. . Debra J. Rosenthal  (编). . Routledge. 2003年: 58页.
44. ↑   [1820－1865年的家庭与感伤小说]. 华盛顿州立大学美国文学网站.   [2007-04-26]. （原始内容存档于2007-05-02）.
45. ↑  . The Kansas Territorial Experience.   [2008-05-08]. （原始内容存档于2008-08-27）.
46. ↑  Badia, Janet; Phegley, Jennifer. . 多伦多大学出版社. 2005年: 67页. I was up last night long after one o'clock, reading and finishing Uncle Tom's Cabin. I could not leave it any more than I could have left a dying child.
47. 1 2  Badia, Janet; Phegley, Jennifer. . 多伦多大学出版社. 2005年: 66页.
48. 1 2  Rosenthal, Debra J. . Routledge. 2003年: 42页. women's sloppy emotions
49. ↑  Gossett, Thomas F. . American Literature: 123－124页.原文：“It would be just another sentimental novel”．
50. ↑  Nichols, Charles. . The Phylon Quarterly: 328页.原文：“primarily a derivative piece of hack work.”
51. 1 2 3 4  Tompkins, Jane. .  [杰出的设计：美国小说的文化成果]. 纽约: 牛津大学出版社. 1985年: 122－146页. （原始内容存档于2007-12-16）.
52. ↑  原文分别为：“Sunday-school fiction”与“broadly conceived melodrama, humor, and pathos”．
53. ↑  原文：“intellectual complexity, ambition, and resourcefulness”
54. ↑  原文：“critique of American society far more devastating than any delivered by better-known critics such as Hawthorne and Melville.”
55. ↑  Harad, Alyssa; Cynthia Brantley Johnson. . ereader.com.   [2007-04-26]. （原始内容存档于2007-09-26）. even corny ．
56. ↑  .  [大英百科全书]. 斯托，哈里特·比彻. 2007  [2007-04-18]. （原始内容存档于2007-12-17）.
57. ↑  Watson, Charles S. . American Literature: 365－368页.
58. ↑  Brophy, Alfred L. . Journal of Law and Religion: 457－506页.
59. ↑  Ridgely, Joseph V. . American Literature: 421－433页.
60. ↑  . Special collection page on traditions and interpretations of Uncle Tom's Cabin. University of Wisconsin-Milwaukee Library.   [2007-05-15]. （原始内容存档于2008-05-16）. She observed firsthand several incidents which galvanized her to write [the] famous anti-slavery novel. Scenes she observed on the Ohio River, including seeing a husband and wife being sold apart, as well as newspaper and magazine accounts and interviews, contributed material to the emerging plot
61. ↑  原文：“real life equivalents”．
62. ↑  原文：“aggressive attack on slavery in the South than the novel itself had.”
63. 1 2  Claybaugh, Amanda. . . 纽约: Barnes and Noble Classics. 2003年: xvii.
64. ↑  Goldner, Ellen J. . Journal of American & Comparative Cultures: 71－84页. ISSN 1537-4726.
65. ↑  Arnett, A. M. . Political Science Quarterly: 154－157页..   [2007-02-17]. （原始内容存档于2007-01-02）.
66. ↑  Senior, Nassau.  [大不列颠与美国内战]. 引自Ephraim Douglass Adams. 1958: 33页. The evil passions which 'Uncle Tom' gratified in England were not hatred or vengeance [of slavery], but national jealousy and national vanity. We have long been smarting under the conceit of America—we are tired of hearing her boast that she is the freest and the most enlightened country that the world has ever seen. Our clergy hate her voluntary system—our Tories hate her democrats—our Whigs hate her parvenus—our Radicals hate her litigiousness, her insolence, and her ambition. All parties hailed Mrs. Stowe as a revolter from the enemy.
67. ↑  Adams, Charles Francis. . 1913年: 79页. Uncle Tom's Cabin; or Life among the Lowly, published in 1852, exercised, largely from fortuitous circumstances, a more immediate, considerable and dramatic world-influence than any other book ever printed.
68. ↑  Pankhurst, Richard.  [埃塞俄比亚经济史]. 亚的斯亚贝巴: Haile Selassie I University Press. 1968年: 122页.
69. ↑  Gibson, Ian. . 1978年.
70. ↑  《魯迅全集》第十一卷，人民文學出版社，1981年第1版。
71. ↑  Liu, Siyuan. . New York: Palgrave Macmillan. 2013: 44–47. ISBN 978-1-137-30611-1.
72. ↑  . 朝日新聞. 1911-06-04: 7.
73. ↑  Ouyang, Yuqian. . 上海: 上海文藝出版社. 1984: 146–148.
74. ↑  Tompkins, Jane.  [杰出的设计：美国小说的文化成果，1790－1860年]. 纽约: 牛津大学出版社. 1985年.参见第五章：“Sentimental Power: Uncle Tom's Cabin and the Politics of Literary History”（感性的力量：汤姆叔叔的小屋与文学历史中的政治）．
75. ↑  Weinstein, Cindy. . 剑桥大学出版社. 2004年: 13页.
76. 1 2  Wellington, Darryl Lorenzo.  [汤姆叔叔的阴影]. The Nation. 2006-12-25  [2008-05-18]. （原始内容存档于2010-02-04）.
77. ↑  Gossett,, Thomas F. . American Literature: 123－124页.原文：“merely a sentimental novel”．
78. ↑  原文：“Nothing attributable to Mrs. Stowe or her handiwork can account for the novel's enormous vogue; its author's resources as a purveyor of Sunday-school fiction were not remarkable. She had at most a ready command of broadly conceived melodrama, humor, and pathos, and of these popular cements she compounded her book.”
79. ↑  原文：“To expose oneself in maturity to Uncle Tom's Cabin may … prove a startling experience.”
80. ↑  Smylie, James H. . American Presbyterians: 165－175页. ISSN 0886-5159.
81. 1 2  Bellin, Joshua D. . American Literature: 275－295页. ISSN 0002-9831.
82. 1 2  David, Grant. . New England Quarterly: 429－448页. ISSN 0028-4866.
83. ↑  Riss, Arthur. . American Quarterly: 513－544页. ISSN 0003-0678.
84. 1 2  Wolff, Cynthia Griffin. . American Quarterly: 595－618页. ISSN 0003-0678.
85. 1 2  Smith, Jessie Carney. . 1988年.
86. ↑  . Uncle Tom's Cabin and American Culture.   [2007-04-18]. （原始内容存档于2009-06-03）.
87. ↑  原文：“noble hero”．
88. ↑  原文：“subservient fool who bows down to the white man”．
89. ↑  原文：“very bad novel”．
90. 1 2 3  Rothstein, Edward. . 纽约时报. 2006-10-23  [2008-05-18]. （原始内容存档于2021-01-27）.
91. ↑  原文：“race betrayal”．
92. ↑  原文：“central document in American race relations and a significant moral and political exploration of the character of those relations.”
93. ↑  Williams, Linda. . 普林斯顿大学出版社. : 113页.
94. ↑  Jordan-Lake, Joy. . 范德堡大学出版社. 2005年.
95. ↑  Beidler, Philip D. . Alabama Heritage.   [2008-05-18]. （原始内容存档于2015-09-24）.
96. ↑  Gates, Henry Louis. . 牛津大学出版社. 1987年: 134页. Seemingly poetic justice of having the Northern woman (Stowe) answered by a Southern woman.
97. 1 2  . The American Experience: Stephen Foster. PBS.   [2008-05-17]. （原始内容存档于2017-02-26）.
98. 1 2 3 4  Lott, Eric. . 纽约: 牛津大学出版社. 1993年. ISBN 0-19-507832-2.关于舞台作品的资料出现在第8章：托米图德斯叔叔：种族话剧与作品模式（Uncle Tomitudes: Racial Melodrama and Modes of Production，211－233页）．
99. 1 2  Gates, Henry Louis; Kwame Anthony Appiah. . Running Press. 2005年: 44页.
100. ↑  原文：“dominated northern popular culture... for several years”．
101. ↑  Qi, Shouhua. . London: Routledge. 2018: 14–17. ISBN 978-1-315-44616-5.
102. ↑  Yu, Shiao-Ling. . Asian Theatre Journal. 2009, 26 (1): 5–10. JSTOR 20638798. doi:10.1353/atj.0.0036.
103. ↑  Ammirati, Megan. . Asian Theatre Journal. 2019, 36 (1): 178–182. JSTOR 26732446. doi:10.1353/atj.2019.0008.
104. 1 2   [电影上的汤姆叔叔的小屋]. Uncle Tom's Cabin and American Culture.   [2008-05-18]. （原始内容存档于2008-05-10）.
105. 1 2   [汤姆叔叔的小屋的第一部电影：Edison-Porter的奴隶生活（1903年）]. Uncle Tom's Cabin and American Culture.   [2007-04-19]. （原始内容存档于2007-03-13）.
106. ↑  原文：“a decided innovation”．
107. ↑  原文：“the first time an American company”．
108. ↑   [三卷长的维塔格拉夫作品（1910年）]. Uncle Tom's Cabin and American Culture.   [2007-04-19]. （原始内容存档于2007-10-13）.
109. ↑  原文：“portrayal was too aggressive.”
110. 1 2  . Uncle Tom's Cabin and American Culture.   [2008-05-18]. （原始内容存档于2009-04-11）.
111. ↑  Cripps, Thomas. . 牛津大学出版社. 1993年: 48页.
112. 1 2 3 4   [汤姆叔叔的小屋在好莱坞：1929－1956年]. Uncle Tom's Cabin and American Culture.   [2007-04-19]. （原始内容存档于2009-04-11）.
113. ↑  原文：“Aryan birthright”．
114. ↑  Williams, Linda. . 普林斯顿大学出版社. 2001年: 115页.亦见. Uncle Tom's Cabin and American Culture.   [2007-04-19]. （原始内容存档于2009-04-11）.

## 在线资源
- University of Virginia Web site "Uncle Tom's Cabin and American Culture: A Multi-Media Archive" （页面存档备份，存于） Ed by Stephen Railton, covers 1830 to 1930, offering links to primary and bibliographic sources on the cultural background, various editions, and public reception of Harriet Beecher Stowe's influential novel. The site also provides the full text of the book, audio and video clips, and examples of related merchandising.